# Hautmont Communal Cemetery
Hautmont Communal Cemetery is een Britse militaire begraafplaats gelegen in de Franse plaats Hautmont (Noorderdepartement). De begraafplaats wordt onderhouden door de Commonwealth War Graves Commission.
De begraafplaats telt 395 geïdentificeerde graven waarvan 239 Gemenebest graven uit de Eerste Wereldoorlog en 156 overige graven uit de Eerste Wereldoorlog.